# Emilio Prini
Emilio Prini (Stresa 1943 - Roma 2016). Artista italià, un dels exponents més significatius del corrent artístic italià, que el crític  Germano Celant va definir com Art Povera (Art Pobre).

## Biografia
Emilio Prini va néixer l'any 1943 a Stresa a la regió italiana de Piemont. Va estudiar a l'Academia di Belli Arti de Roma.

#### Arte Povera
Emilio Prini va ser un dels exponents més enigmàtics de l'arte povera des que s'hi va unir el 1967 quan només tenia 21 anys i va participar en l'exposició “Art Povera - Im Spazio”, organitzat pel Germano Celant, autor del concepte. El moviment va incloure antistes com Giovanni Anselmo, Pier Paolo Calzolari, Luciano Fabro, Jannis Kounellis, Mario Merz, Giulio Paolini, Marisa Merz, Pino Pascali, Giuseppe Penone , Michelangelo Pistoletto i Gilberto Zorio.
D'acord amb el pintor italià Luigi Ontani, Emilio Prini no només va crear "art povera" amb materials senzills, sinó que també va viure aquest corrent artístic en si mateix, de manera integral.
Emilio Prini va caracteritzar la seva trajectòria artística per una actitud tímida i reservada. El nombre d'obres que ha produït és molt limitat. El seu art conceptual es caracteritza per l'anomenada no responsabilitat subjectiva de la seva pròpia obra. "No tinc un pla, continuo per assaig i error", va declarar l'artista. Considerava la seva obra com un camí singular fet de reescriptura constant, en què les obres funcionen gairebé com la prova d'una verificació empírica i estètica d'alguns postulats o conceptes, com la idea d'estàndard o de buit, a través de una sèrie de dades extretes de la realitat i posteriorment reunides. Prini sempre es va negar a entendre una obra d'art com un objecte tancat i definit, i com a conseqüència, també va qüestionar els codis que defineixen com es mostra l'art.
Entre 1967 i 1968, va estudiar el seu propi cos, i les dels individus propers a ell, en relació amb l'entorn, documentant aquests experiments a través de la fotografia. En canvi, les prospeccions urbanes d'una paret corba, d'un carrer de baixada i d'un pas són exploracions i mesures de l'espai públic sobre porcions i detalls arquitectònics de la ciutat on vivia aleshores, Gènova, part dels estudis fotogràfics que Prini va iniciar. el 1967.
Cap al 1969, Prini va iniciar una sèrie d'investigacions sobre dispositius electrònics com ara gravadores, càmeres, televisors i càmeres de cinema, explorant el seu esgotament per un ús prolongat. També va utilitzar la fotografia, àudios, textos, poemes i la seva pròpia oralitat per crear; no obstant això, l'element que va caracteritzar Prini va ser el silenci, i sempre va ser aliè a l'atmosfera artística. A la dècada dels 70 i 80 va jugar amb la càmera fotogràfica i es va enfocar a l'autoretrat i en un punt de “bogeria”, ell mateix es va fotografiar amb un nas de pallasso i ulleres de grans dimensions.
Va morir a Roma el  l'1 de setembre del 2016.

## Exposicions destacades
Va participar en les principals exposicions internacionals del moviment de l'Art Povera entre 1967 i 1971. Després se'n va distanciar sumant-se a les exposicions dedicades al moviment només per a Documenta a Kassel el 1997 i Arte Povera a la Tate Gallery de Londres el 2001. Després de la seva mort s'han exposat les seves obres en ciutats com Roma, Londres i París.
| Any  | Títol                                   | Lloc                                              |
| ---- | --------------------------------------- | ------------------------------------------------- |
| 1969 | Op Losse Schroeven                      | Stedelijk Museum Amsterdam                        |
| 1970 | Information                             | Museum of Modern Art. Nova York                   |
| 1995 | Fermi in Dogana                         | Musée d'Art moderne et contemporain de Strasbourg |
| 1997 | Documenta X                             | Kassel                                            |
| 1973 | Contemporanea                           | Villa Borghese. Roma                              |
| 2001 | Arte Povera                             | Tate Gallery. Londres                             |
| 2019 | Colori                                  | Sprovieri Gallery. Londres                        |
| 2023 | Emilio Prini ... Prini                  | MACRO. Roma                                       |
| 2024 | EmilioPrini-TypewriterDrawings1970/1975 | Sprovieri Gallery. Londres                        |
| 2024 | Arte Povera                             | Bourse de Commerce. Pinault Collection. París     |